# Sri Wikrama Wira
Sri Wikrama Wira, noto anche come Raja Kecil Besar prima della sua incoronazione e col nome regale Paduka Sri Wikrama Wira (Singapore, ... – Singapore, 1362), è stato un principe malese, figlio e successore al trono di Sang Nila Utama.

## Biografia
Secondo gli Annali malesi, Wira fu il primogenito del Raja Sang Nila Utama e il secondo Raja del Singapore. Sposò in seguito la principessa indiana Nila Panjadi e regnò dal 1347 al 1362.
Il suo regno segnò, inoltre, il primo tentativo dei siamesi di invadere l'isola con una flotta di 70 giunche, come riportato dal mercante cinese Wang Dayuan nel Daoyi Zhilue del 1349; tuttavia, la città, fortemente fortificata, riuscì a resistere all'assedio finché la flotta non fuggì con l'arrivo delle navi cinesi.
Durante il suo regno, inoltre, il re di Majapahit, insieme al suo ambizioso signore della guerra, Gajah Mada, incominciò una serie di incursioni oltreoceano contro tutti i regni di Nusantara, inclusa Srivijaya. Nel 1350, Hayam Wuruk succedette al re e inviò un ambasciatore a Singapura per chiedere una resa. Tuttavia, Wira rifiutò minacciando di radere la testa del re di Majapahit.
In risposta, il sovrano ordinò alle sue truppe di invadere l'isola con una flotta di 180 navi da guerra e innumerevoli piccole navi, la quale passò attraverso le isole di Bintan, da dove la notizia si diffuse fino a Singapura. I difensori allestirono immediatamente 400 navi da guerra per affrontare la flotta sulla costa di Singapura in una battaglia, che si svolse nell'arco di tre giorni. I giavanesi erano in gran parte inesperti nella guerra navale e furono completamente sopraffatti e costretti a fuggire.